# Burdž Al Arab
Jumeirah Burj Al Arab (arabsko برج العرب, dobesedno 'Arabski stolp'), splošno znan kot Burdž Al Arab, je luksuzni hotel v Dubaju v Združenih arabskih emiratih. Razvil in upravlja ga Jumeirah ter je eden najvišjih hotelov na svetu, čeprav 39 % njegove celotne višine predstavlja nezaseden prostor. Burdž Al Arab stoji na umetnem otoku, ki je 280 m oddaljen od plaže Jumeirah in je s celino povezan z zasebnim ukrivljenim mostom. Oblika stavbe je zasnovana tako, da spominja na jadro ladje dhov. V bližini strehe ima helikoptersko ploščad, na višini 210 m nad tlemi.

## Lokacija
Obmorsko območje, kjer sta Jumeirah Burj Al Arab in hotel Jumeirah Beach, se je prej imenovalo Chicago Beach. Hotel stoji na otoku meliorirane zemlje, 280 m od plaže nekdanjega hotela Chicago Beach. Nekdanji hotel je bil porušen med gradnjo Burdž Al Arab. Ime kraja izvira iz podjetja Chicago Bridge & Iron Company, ki je nekoč na tem mestu zvarilo ogromne plavajoče rezervoarje za skladiščenje nafte, lokalno znane kot Kazzans.

## Zasnova in gradnja
Burdž Al Arab je zasnovalo britansko multidisciplinarno svetovalno podjetje Atkins, ki ga je vodil arhitekt Tom Wright iz WKA. Zasnoval je ikonično zasnovo in značilno prosojno fasado iz steklenih vlaken, ki podnevi služi kot ščit pred puščavskim soncem, ponoči pa kot zaslon za osvetlitev. Zasnovo je vodil kanadski inženir Rick Gregory, gradnjo pa David Kirby, prav tako iz WS Atkins. Notranjost Burdž Al Araba je delo britansko-kitajskega oblikovalca Khuana Chewa. Gradnja otoka se je začela leta 1994 in je v času največje gradnje vključevala do 2000 gradbenih delavcev. Dve "krili" sta se razprostirali v obliki črke V in tvorili ogromen "jambor", prostor med njima pa je bil zaprt v masivnem atriju. Postavitev visoke stavbe na nasičenih tleh in novost projekta sta zahtevali prelomno dinamično analizo in načrtovanje, ki je upoštevalo interakcijo med tlemi in konstrukcijo, vpliv vode, močnega vetra in helikopterske ploščadi med drugimi obremenitvami, da bi pomagali dokončati načrt in projekt začeti z gradnjo.
Hotel je zgradil južnoafriški gradbeni izvajalec Murray & Roberts, ki se zdaj preimenuje v Concor in Al Habtoor Engineering. Notranjost sta vodila in ustvarila Khuan Chew in John Coralan iz KCA International, izvedla pa jo je skupina Depa Group s sedežem v ZAE.
Stavba je bila odprta 1. decembra 1999.
Helikoptersko ploščad hotela je zasnovala irska arhitektka Rebecca Gernon. Heliport se nahaja v 28. nadstropju stavbe in je bil uporabljen kot dirkališče za avtomobile, boksarski ring, gostil je teniški dvoboj in je izhodišče za najvišji skok v kajtanju v zgodovini.

## Značilnosti
Za dosego več značilnosti hotela so bili potrebni kompleksni inženirski podvigi. Hotel stoji na umetnem otoku, zgrajenem 280 m od obale. Za zagotovitev temeljev so gradbeniki v pesek z vrtanjem zabili 230 40 metrov dolgih betonskih pilotov.ref name="egypteng1">»Burj Al Arab«. EgyptEng.com engineering directory. 2000. Arhivirano iz prvotnega spletišča dne 17. januarja 2007. Pridobljeno 24. januarja 2007.</ref>
Inženirji so ustvarili površinsko plast velikih kamnin, ki je obdana z vzorcem betonskega satovja, ki ščiti temelje pred erozijo. Tri leta so trajala, da so zemljo iz morja izčrpali, medtem ko je bila za gradnjo same stavbe potrebna manj kot tri leta. Stavba vsebuje več kot 70.000 m3 betona in 9000 ton jekla.
V notranjosti stavbe je atrij visok 180 m.
Glede na višino stavbe je Burdž Al Arab peti najvišji hotel na svetu, takoj za hotelom Gevora, JW Marriott Marquis Dubai, Four Seasons Place Kuala Lumpur ter Rose in Rayhaan by Rotana. Če pa bi s seznama izločili stavbe z mešano rabo, bi bil Burdž Al Arab tretji najvišji hotel na svetu. Stavba Rose Rayhaan, prav tako v Dubaju, je visoka 333 metrov, kar je 12 m višje od Burdž Al Araba, ki je visok 321 metrov. Heliport Burdž Al Araba, ki je 210 metrov nad tlemi, je bil prizorišče več odmevnih dogodkov, vključno s teniško tekmo med Rogerjem Federerjem in Andrejem Agassijem ter kaskaderskimi nastopi športnikov Red Bulla.